# 徳水張氏
徳水張氏（トクスジャンし、덕수장씨）は、朝鮮の氏族の一つ。本貫は開城特別市開豊区域である。2015年の調査では、24,185人である。
始祖は、高麗の宮廷に仕えたウイグル系のムスリムの文官の張舜龍である。忠烈王に降嫁したクビライの娘忽都魯掲里迷失の師父として高麗に入国した。

## 集姓村
- 京畿道平沢郡彭城面石斤里[2]